# わくわくLPランド
『わくわくLPランド』は、2021年1月4日から毎週月曜深夜1時からエフエム北海道で放送されている、ラジオ番組。